# Мостович, Феликс
Феликс Мостович (пол. Feliks Mostowicz; 26 марта 1947, Белоярка,  Кокчетавская область, Казахская ССР, СССР — 2020) — польский художник; член Союза художников СССР (1971).

## Биография
Родился 26 марта 1947 года в Белоярке в Казахстане, куда его родителей депортировали в 1936 году из Житомира (Украина).
Закончил художественный факультет в Омске. С 1971 года член Союза художников СССР. Занимается в области живописи, акварели и графики Его работы показывались на многочисленных выставках в Астане, Алма Ате, Москве, Варшаве, Констанц, Ваймаре и многих других городах. В 2005 году художник передал часть своей коллекции Музею Независимости в Варшаве. Его работы можно также увидеть в польских музеях: Цитадель в Варшаве, в замке в Пултуске и университете в Люблине. Картины находятся во многих частных коллекциях в Польше, Германии, Великобритании, Соединённых Штатах и России. Многие годы сотрудничал с варшавской прессой.
В 2002 году был награждён призом Polonia Mater Nostra Est за особые заслуги для польской культуры и истории.